# 粉蝶黴素A
粉蝶黴素 A（Piericidin A） 是一種抗生素，源自鏈黴菌屬的Streptomyces mobaraensis。其構造為參有吡啶的脂肪醇，相似於輔酶Q10，因此能夠和其競爭結合位，並且依此阻斷電子傳遞鍊的NADH脫氫酶與植物光合作用光反應的PSII蛋白。